# Judas Priest
Judas Priest je anglická heavy metalová skupina, která se zformovala v roce 1969 v anglickém Birminghamu. Prodali přes 50 milionů alb a jsou často řazeni mezi největší metalové kapely všech dob. Navzdory inovativní a průkopnické práci ve druhé polovině 70. let se skupina potýkala s lhostejnou produkcí desek a nedostatkem velkého komerčního úspěchu až do roku 1980, kdy jim album British Steel přineslo pozoruhodnou mainstreamovou pozornost.
Sestavy kapely zaznamenaly velké obraty. Během sedmdesátých let jádro tvořil zpěvák Rob Halford, kytaristé Glenn Tipton a K. K. Downing, basák Ian Hill a měnící se obsazení bubeníků, než se k nim na deset let od roku 1979 do roku 1989 připojil Dave Holland. Po Hollandově odchodu se stal bubeníkem kapely Scott Travis. Halford opustil kapelu v roce 1992 a po čtyřleté přestávce se Judas Priest v roce 1996 přeskupili s Timem „Ripperem“ Owensem, dříve z Winter's Bane, který Halforda nahradil. Po dvou albech s Owensem se Halford vrátil do kapely v roce 2003. Downing kapelu opustil v roce 2011, nahradil jej Richie Faulkner. Současnou sestavu tvoří Halford, Tipton, Faulkner, Hill a Travis. Tipton a Hill jsou jediní dva z kapely, kteří se objevili na každém albu.
Halfordův operní vokální styl a zdvojený kytarový zvuk Downinga a Tiptona měly velký vliv na heavymetalové kapely. Kůže, hroty a dalších tabuizované oděvy Judas Priest byly široce vlivné během éry glam metalu v 80. letech. The Guardian označil British Steel za desku, která definuje heavy metal. Navzdory poklesu publicity v polovině 90. let skupina opět zaznamenala oživení, včetně celosvětových turné, byla inauguračními účastníky VH1 Rock Honors v roce 2006, obdržela cenu Grammy za nejlepší metalový výkon v roce 2010. Jejich písně se objevily ve videohrách jako Guitar Hero a série Rock Band. V roce 2022 byli Judas Priest uvedeni do Rock and Roll Hall of Fame.

## Historie

### Počátky (1969–1974)
K. K. Downing, Ian Hill, a John Ellis se znali již od dětství a vyrůstali ve čtvrti Yew Tree Estate ve městě West Bromwich. Navštěvovali Churchfields School v All Saints ve West Bromwichi. Downing a Hill se stali blízkými přáteli, sdíleli podobné hudební zájmy (Black Sabbath, Led Zeppelin, Deep Purple, Jimi Hendrix, The Who, Cream, Yardbirds) a naučili se hrát na nástroje. Kapela byla založena v říjnu 1970 v Birminghamu po místním rozpadlém souboru s názvem "Judas Priest", odvozeným od Dylanovy skladby "The Ballad of Frankie Lee and Judas Priest".
Původní Judas Priest byli založeni v roce 1969 Alem Atkinsem (zpěv), Bruno Stapenhillem (basa, narozen jako Brian Stapenhill v roce 1948, Stone Cross, W. Bromwich), Johnem Partridgem (bicí, narozený c. 1948, W. Bromwich), a Johnem Perrym (kytara). Stapenhill přišel s názvem "Judas Priest" a nacvičovali v jeho domě ve Stone Cross. Perry zemřel při automobilové nehodě krátce po vzniku kapely a byl následně nahrazen Erniem Chatawayem (narozen jako Ernest Chataway v roce 1952 ve Winson Green, Birmingham, Warwickshire, zemřel 13. května 2014).
Svůj první koncert skupina odehrála 25. listopadu 1969 v George Hotelu ve Walsallu ve Staffordshire a poté na prosinec 1969 a leden 1970 odjela na turné do Skotska. Tato skupina se rozpadla v dubnu 1970 po jejich posledním koncertu 20. dubna v The Youth Centre v Cannocku ve Staffordshire. Atkins se setkal s další sestavou Judas Priest v kostele s názvem St. James v Wednesbury poblíž W. Bromwiche. Toto místo bylo místními nazýváno Holy Joe a zde se Atkins setkal s kytaristou Kennym Downingem, basistou Ianem 'Skull' Hillem a bubeníkem Johnem Ellisem (narozen 19. září 1951 v Yew Tree Estate, West Bromwich). Měli kapelu Freight (duben–říjen 1970) a hledali zpěváka. Souhlasili s tím, že se Atkins připojí. Ten navrhl název své staré skupiny "Judas Priest". Zkoušeli v domě Atkinsovy tety ve Stone Cross. Nová sestava Atkins, Downing, Hill a Ellis hrála svůj první koncert na 16. března 1971 v St. John Hall, Essington ve Staffordshire.
S Downingem jako zastupujícím vůdcem se skupina vzdálila od svých původních bluesových vlivů a začala hrát hard rock. Tento kvartet hrál v Birminghamu a jeho okolí s různými bubeníky až do roku 1974, někdy hráli jako předkapela pro např. Budgie, Thin Lizzy a Trapeze. Nakonec finanční potíže a problémy s vedením (společnost Tony Iommiho IMA) vedly k odchodu Alana Atkinse a bubeníka Alana Moora v květnu 1973.
V té době Ian Hill chodil se ženou z nedalekého města Walsall, a ta navrhla svého bratra Roba Halforda jako možného zpěváka. Halford se ke skupině připojil a s ním přišel i bubeník z jeho předchozí kapely Hiroshima – John Hinch. Tato sestava jela turné po Velké Británii, mnohdy i jako předkapela pro Budgie, a dokonce i jako hlavní hvězda několika koncertů v Norsku a Německu.

### Rocka Rolla(1974–1975)
Předtím, než kapela vstoupila do studia, aby nahrála své první album, navrhla jejich nahrávací společnost přidat dalšího hudebníka do sestavy. Downing nechtěl zakomponovat klávesy nebo žestě do kapely, a tak v dubnu 1974 vybral dalšího kytaristu – Glenna Tiptona ze Staffordské skupiny Flying Hat Band jako nového člena. Oba kytaristé společně pracovali na úpravě již existujícího materiálu a Tipton získal podíl jako skladatel. V srpnu 1974 vydala kapela svůj debutový singl "Rocka Rolla" a o měsíc později stejnojmenné album.
Technické problémy při nahrávání se projevily na špatné kvalitě zvuku záznamu. Producent Rodger Bain, který se podílel i na prvních třech albech Black Sabbath, stejně tak i na prvním albu Budgie, dominoval při nahrávání alba a s jeho rozhodnutími kapela nesouhlasila. Bain rovněž rozhodl z alba vyškrtnout fanoušky oblíbené skladby ze živých vystoupení kapely jako například "Tyrant", "Genocide" a "The Ripper". Dále nechal sestříhat píseň "Caviar and Meths" z původní 10minutové skladby na 2minutovou instrumentální.
Turné pro album "Rocka Rolla" bylo pro Judas Priest první mezinárodní turné s vystoupeními v Německu, Holandsku, Norsku a Dánsku, včetně jednoho koncertu v hotelu Klubben v Tönsbergu, asi hodinu od Osla v Norsku, kterým se jim místní tisk odměnil poněkud negativní recenzí. Album bylo propadákem, takže se skupina ocitla v hluboké finanční tísni. Pokusila si zajistit dohodu s Gull Records získat měsíční plat 50 liber, nicméně společnost Gull Records na tom byla podobně, takže odmítla. Album Rocka Rolla bylo z větší části kapelou zavrženo a žádná z jeho písní nebyla od roku 1976 až do roku 2011 hrána živě.

### Sad Wings of Destiny(1975–1977)
Skupina se při nahrávání jejich dalšího alba podílela více, nahrávala během listopadu a prosince 1975 a sama vybrala i producenta. Výsledek Sad Wings of Destiny (1976) obsahoval mnoho staršího materiálu, včetně výše zmíněných oblíbených skladeb a okamžitě posunul kapelu z psychedelického zvuku do přímého, drsnějšího metalu s úvodní skladbou, progresivním eposem "Victim of Changes". Tato píseň byla kombinací skladeb "Whiskey Woman", klasiky z dob Ala Atkinse a "Red Light Lady" – píseň, kterou Halford napsal s jeho předchozí skupinou Hiroshima. Toto album a silné vystoupení v roce 1975 na festivalu Reading pomohlo zvýšit zájem o kapelu a rozšířit fanouškovskou základnu.

### Změna labelu a image (1977–1979)
Jejich další album Sin After Sin z roku 1977 bylo prvním, které Judas Priest nahráli pod velkou nahrávací společností – CBS a první z jedenácti po sobě jdoucích albech, které dostalo certifikaci Gold nebo vyšší (hodnocení RIAA). Odchodem od předchozí společnosti Gull ztratila kapela práva na svá první dvě alba. Sin After Sin produkoval dřívější baskytarista Deep Purple Roger Glover a kapela se rozhodla najmout studiového bubeníka Simona Phillipse.

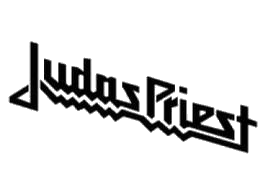
Logo skupiny užívané od roku 1978 do roku 1990.

Odmítl stát se stálým členem Judas Priest, a tak místo toho s kapelou začal hrát Les (James Leslie) Binks. Skupina byla ohromena jeho výkonem a požádala ho, aby zůstal. Společně nahráli v roce 1978 desky Stained Class a Killing Machine (v USA vydána jako Hell Bent for Leather). Binks, uvedený i jako spoluautor velmi silné balady "Beyond the Realms of Death", byl skvělý a technicky zručný bubeník a jeho schopnosti přidaly do kapely pestřejší zvuk. Binks hrál také na albu Unleashed in the East, které bylo nahráno živě v Japonsku během turné Killing Machine. Zatímco první tři alba Judas Priest měla značné stopy vlivu Black Sabbath, Led Zeppelin, Deep Purple, jakož i balady, tak deska Stained Class neobsahovala balady žádné, kromě velmi temné "Beyond the Realms Death" a deska Killing Machine byla první, u které byl znát komerčnější zvuk s jednoduššími písněmi, které obsahovaly něco málo vlivu blues. V tu dobu členové kapely přijali jejich dnes proslulou Leather Image (Kůže, kov), se kterou přišli Downing a Halford. Halford již jen dopiloval svou show k naprosté dokonalosti, když se na pódium, při skladbě Hell Bent for Leather, vřítí s Harley-Davidsonem… dnes již nezbytnou součástí vystoupení Judas Priest.

### Úspěch v mainstreamu (1979–1991)

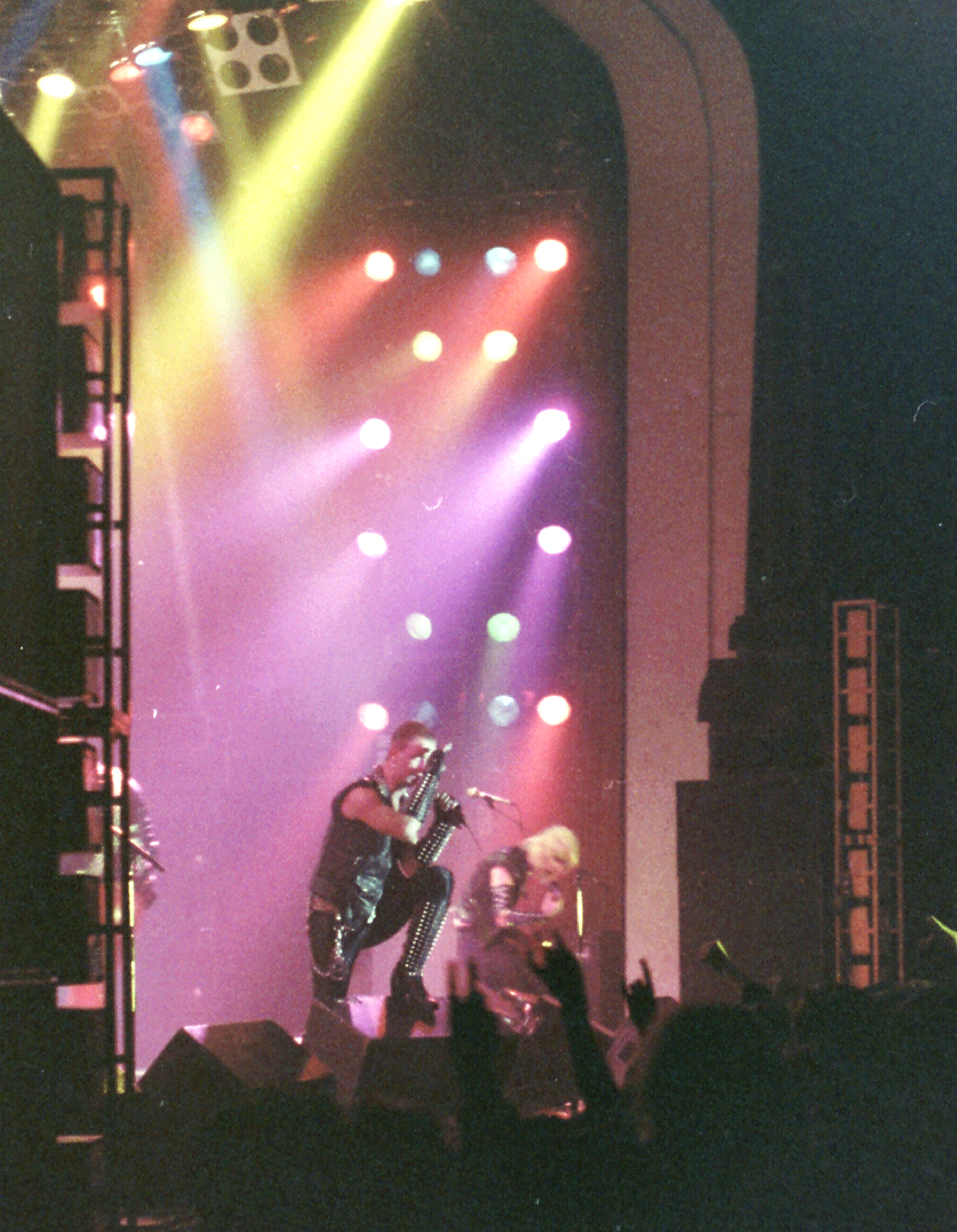
Judas Priest v roce 1981 během World Wide Blitz Tour.

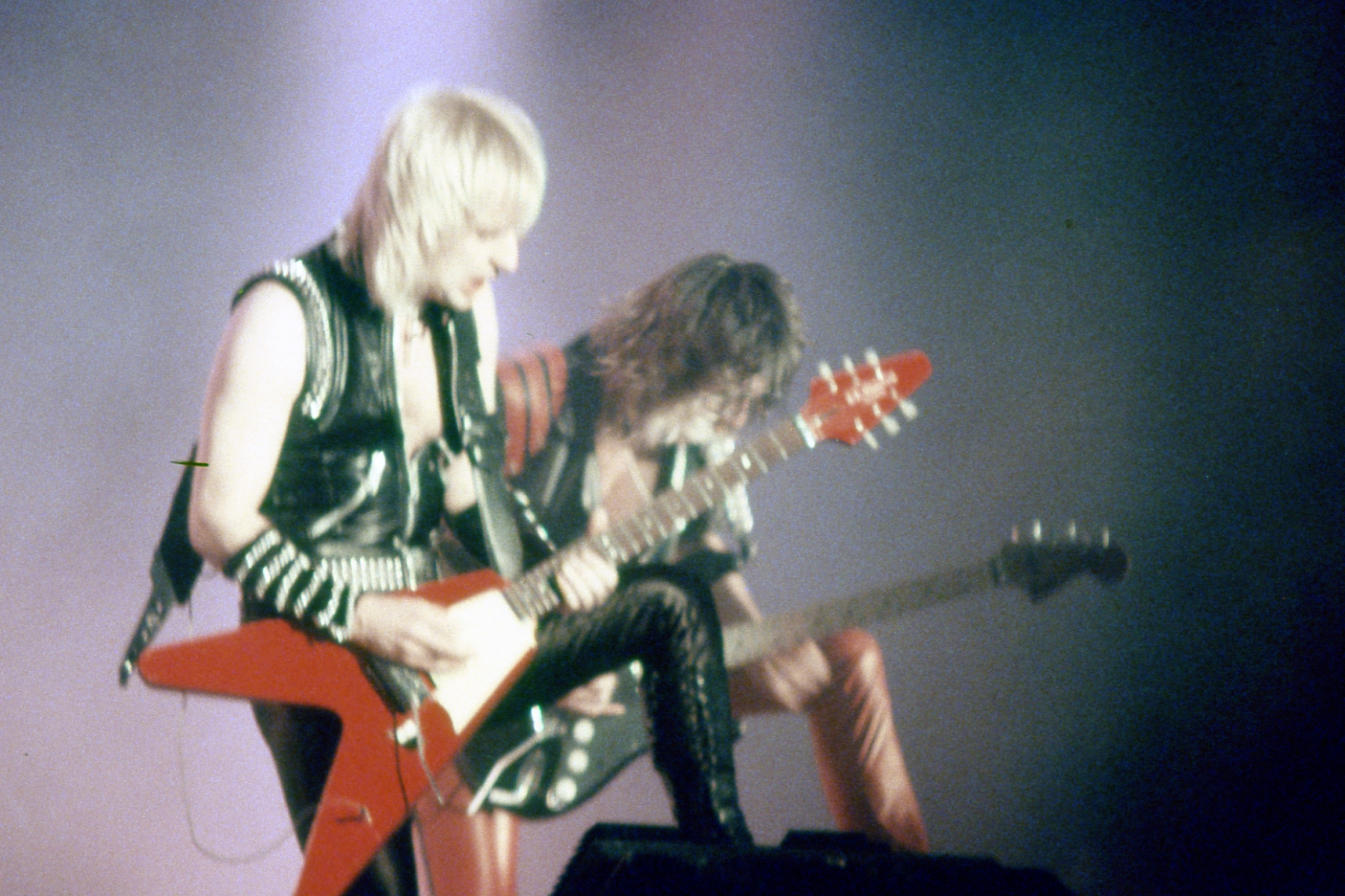
Downing a Tipton během koncertu v San Sebastiánu ve Španělsku během World Conqueror Tour (1984).

Po vydání Killing Machine bylo vydáno živé album z turné pod názvem Unleashed in the East – první z mnoha platinových alb Judas Priest. V té době se objevila kritika skupiny, že kapela používá studiová aranžmá a playback k vylepšení zvuku, což následně na trh uvádí jako živé album. Od této chvíle styl hraní v kapele postupně rostl v těžší, hrubší zvuk a živé verze skladeb, jako "Exciter" a "Beyond The Realms of Death" zněly mnohem drsněji než jejich verze ze studia.
Les Binks v kapele skončil na konci roku 1979, protože nebyl spokojen s tím, že se skupina přibližuje směrem k jednoduššímu zvuku pro "rádia", takže ho nahradil Dave Holland, dříve člen skupiny Trapeze. V této sestavě Judas Priest nahráli šest studiových a jedno živé album, která posbírala různé stupně kritiky a komerčního úspěchu.
V roce 1980 skupina vydala British Steel. Písně byly kratší, album mělo více "rádiový zvuk", ale udrželo si známý heavymetalový duch. Skladby jako "United", "Breaking the Law" a "Living After Midnight" byly slyšet z rádia často. Judas Priest se objevili i na BBC a usazují se v Top Ten.
Další deska vyšla roku 1981 a dostala název Point of Entry. Album se neslo ve stejném duchu a následná " British Steel Tour" představila nové písně jako "Solar Angels" a "Heading Out to the Highway".
Album z roku 1982 Screaming for Vengeance představilo píseň "You've Got Another Thing Comin'", která se stala hlavním rozhlasovým hitem v USA. Další písně jako například intro "The Hellion", na které navazuje "Electric Eye" a další skladba "Riding on the Wind" jsou dodnes populární při živých vystoupeních a dlouhá léta jimi začínaly koncerty. Skladba "(Take These) Chains" (autorem Bob Halligan, Jr) byla vydána jako singl a album získalo double platinu.
Judas Priest úspěšně pokračovali polovinou 80. let; bodovali skladbou "Freewheel Burning", vydanou v roce 1983, která byla pravidelně slyšet z rockových rádií. Album Defenders of the Faith vyšlo následující rok. Někteří kritici ho přezídvali jako "Screaming for Vengeance II", kvůli podobnosti s předchozí deskou. Obsahuje hity jako již zmíněnou Freewheel Burning, The Sentinel nebo Love Bites.
13. července 1985 si Judas Priest, mimo jiné s Black Sabbath a jinými muzikanty, zahráli na koncertě Live Aid. Judas Priest hráli na Stadionu JFK ve Filadelfii. Jejich repertoár obsahoval skladby "Living After Midnight", "Green Manalishi (With The Two-Pronged Crown)" a "(You've Got) Another Thing Comin'".
Album Turbo bylo vydáno v dubnu 1986. Skupina přijala pestřejší vzhled na živých vystoupeních a jejich hudba se posunula ještě dále do mainstreamu díky přidání kytarových syntezátorů. Album se stalo platinové a turné bylo také úspěšné, byť byla deska fanoušky zpočátku odsuzovaná. Živé album pořízené během turné dostalo název Priest...Live!, vyšlo v roce 1987 a fanouškům nabídlo skladby z éry 80. let. Dokumentární video Heavy Metal Parking Lot natočil Jeff Krulik a John Heyn v roce 1986. Dokument zachycuje heavymetalové fanoušky, kteří čekají na koncert Judas Priest 31. května 1986 (se speciálním hostem Dokken) před Capital Centre (později přejmenováno na US Airways Arena) v Landoveru ve státě Maryland.
V květnu 1988 vyšla deska Ram It Down a kromě nových skladeb představila několik přepracovaných písní, které zbyly z alba Turbo. Recenzent "Ram It Down" popsal jako "stylistický vývoj", kdy se kapela pokusila zbavit se syntezátorů a vrátit se k tradičnímu metalu. Na konci 80. let také kapelu opustil dlouholetý bubeník Dave Holland.

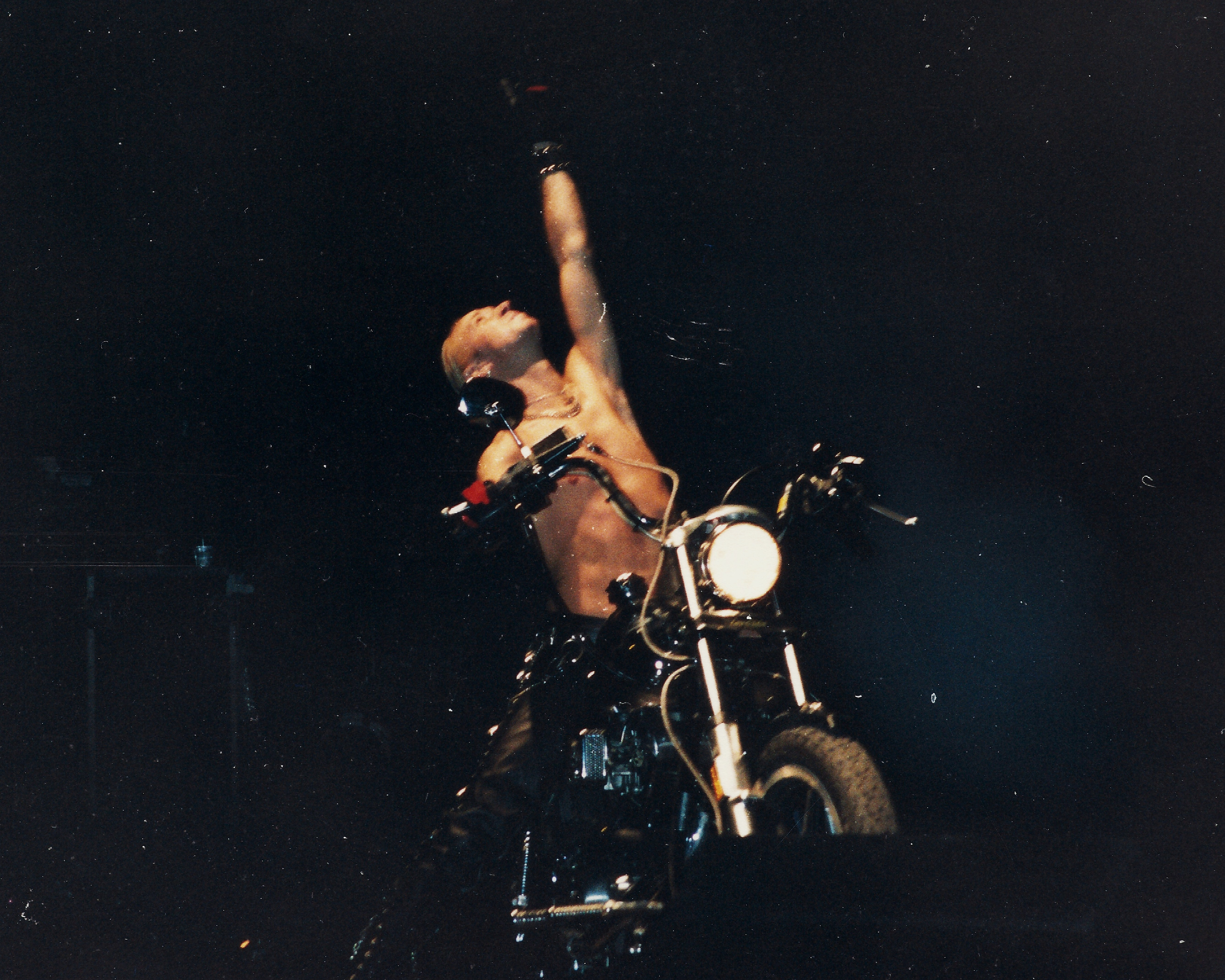
Rob Halford na podiu v roce 1988.

V září roku 1990, kdy se do popředí dostává grunge a klasický metal zaznamenává úpadek, vyšlo album Painkiller s novým bubeníkem – mladým a energickým Američanem Scottem Travisem (dříve Racer X). Syntezátory byly, až na skladbu "A Touch of Evil", vypuštěny. Klávesista Don Airey byl přizván, aby zahrál klávesy na Painkiller. Také dodal, že Hill v té době byl nemocný a skupina ho poprosila nahrát basové party. Většina basů na desce je ve skutečnosti syntezátor. Na turné spolu s Judas Priest vystoupily kapely jako Megadeth, Pantera, Sepultura a Testament. Série koncertů vyvrcholila na festivalu Rock in Rio v Brazílii před více než 100 000 fanoušky.
Během jevištní show Judas Priest vystupoval Rob Halford často na pódium za pomoci svého stroje Harley-Davidson, oblečený v motorkářském křiváku a se slunečními brýlemi. V Torontu v srpnu 1991 byl Halford vážně zraněn, když vyjel na jeviště a narazil do "riseru" (část pódia, na které stojí bicí), který byl schovaný za mračny mlhy ze suchého ledu. Ačkoli bylo vystoupení zpožděno, kapela odehrála celý set, než se Halford vydal do nemocnice. Ian Hill později poznamenal "musel být v agónii". V 2007 Rob v rozhovoru potvrdil, že nehoda neměla nic společného s jeho pozdějším odchodem z kapely.

#### Podprahové poselství – soud
V létě roku 1990 byla skupina zatažena do občanskoprávní žaloby, že je údajně zodpovědná za sebevraždu střelnou zbraní 20letého Jamese Vance a 18letého Raymonda Belknapa ve městě Sparks v Nevadě v USA v roce 1985. 23. prosince 1985 Vance a Belknap, po hodinách pití piva, kouření marihuany a údajnému poslechu Judas Priest, odešli na hřiště u kostela ve městě Sparks ukončit svůj život brokovnicí. Belknap byl první, který si dal hlaveň brokovnice pod bradu. Zemřel okamžitě po stisknutí spouště a Vance se střelil hned po něm, ale přežil a utrpěl na obličeji vážné zranění. Po četných komplikacích zemřel o tři roky později v roce 1988.
Rodiče mladíků a jejich tým právníků tvrdil, že skladba Judas Priest "Better By You, Better Than Me" (cover od Spooky Tooth) z alba Stained Class (1978) obsahuje podprahové poselství „udělej to“, což údajně vyvolalo pokus o sebevraždu. Proces trval od 16. července do 24. srpna 1990, kdy bylo od žaloby upuštěno poté, co soudce rozhodl, že takzvané „udělej to“ bylo výsledkem náhodného mixu na pozadí textu. Jeden ze svědků obhajoby, Dr. Timothy E. Moore, napsal článek pro Skeptical Inquirer, který časově zaznamenával proces. Proces byl také zahrnut v dokumentárním filmu z roku 1991 Dream Deceivers: The Story Behind James Vance Vs. Judas Priest.

### Halfordův odchod (1991–1992)
Po skončení turné k albu Painkiller v roce 1991 Halford Judas Priest opustil. V září roku 1991 se objevily náznaky napětí uvnitř skupiny. Halford se vydal na sólovou dráhu a založil groove metalovou skupinu s názvem Fight se Scottem Travisem za bicími pro studiové nahrávky. Kapelu založil ve své touze prozkoumat nová hudební pole, ale kvůli smluvním závazkům s Judas Priest zůstal až do května 1992.
Dále Halford s Judas Priest spolupracoval na vydání výběrové desky s názvem Metal Works '73 – '93 k 20. výročí skupiny. Také se objevil ve videu stejného názvu, dokumentujícím jejich historii, ve které byl jeho odchod oficiálně vyhlášen později v roce 1993.
V roce 1998, v rozhovoru pro MTV, se Halford veřejně přiznal, že je gay.

### Hledání nového zpěváka a příchod Rippera Owense (1993–2003)
Zbývající členové po odchodu Halforda měla přestávku a hledala několik let nového zpěváka. Judas Priest uvažovali o angažmá Ralfa Scheperse (Primal Fear, ex-Gamma Ray), který měl hlasově blízko k Halfordovi, ale nikdy ho neoslovili.
Američan Tim „Ripper“ Owens, který předtím zpíval v revivalu Judas Priest s názvem British Steel byl svými idoly z dětství představen v roce 1996 jako nový zpěvák Judas Priest.

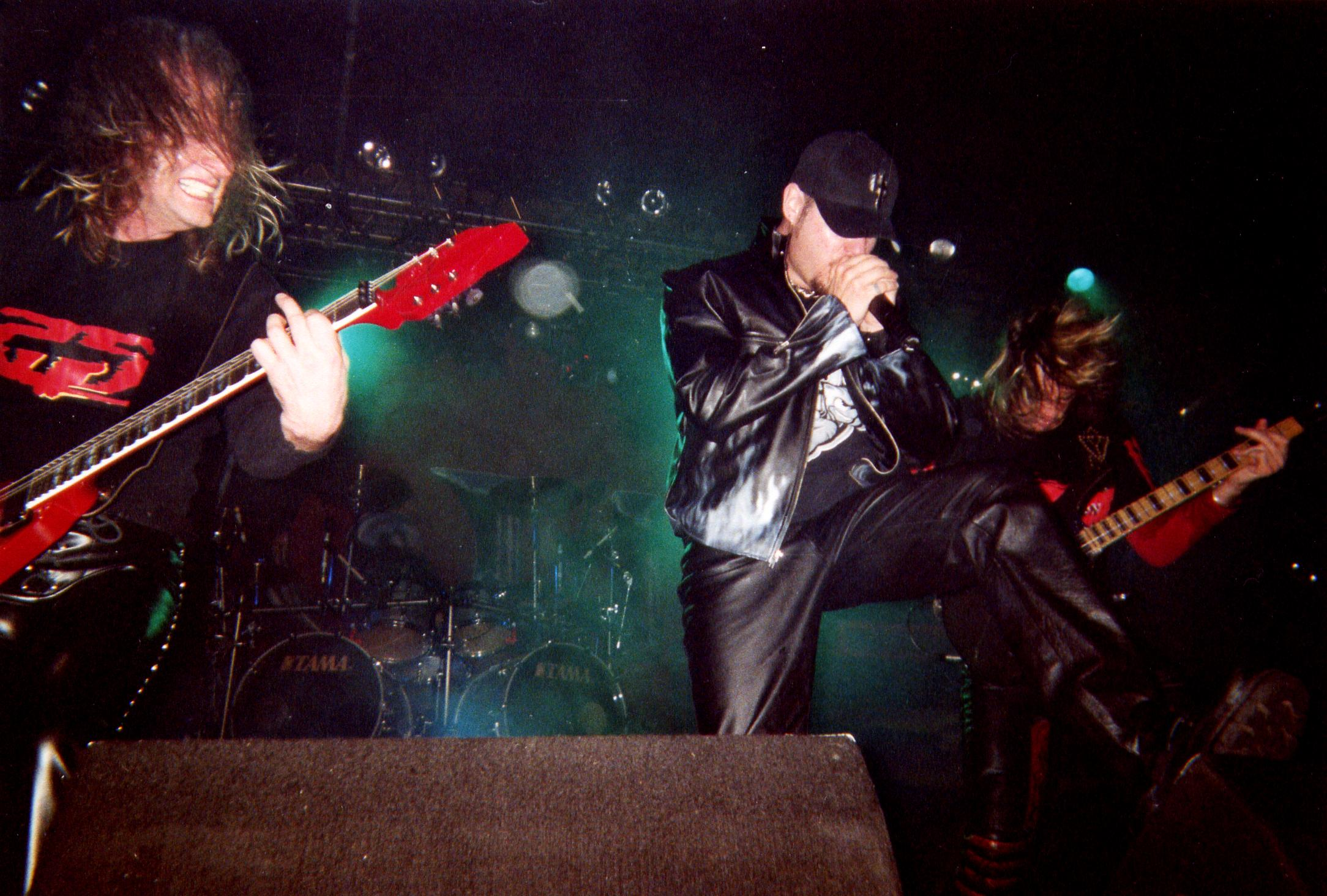
Judas Priest s Timem "Ripperem" Owensem v roce 2002.

Tato nová sestava vydala nové album s názvem Jugulator (1997), které se zabývalo temnějšími tématy než předchozí alba a orientované k thrash metalu a groove metalu. Přestože se album Jugulator prodávalo poměrně dobře a prorazilo v některých hudebních žebříčkách, získalo dost protichůdných recenzí, ačkoli obsahuje epos „Cathedral Spires“, který se stal jednou z Ripperových nejpopulárnějších písní. Dokonce druhý singl z alba 'Bullet Train' byla nominována na cenu Grammy za nejlepší metalový výkon v roce 1999.
V roce 1998 vydali koncertní album Live Meltdown, které získalo negativní kritiku.
V červenci 2001 skupina vydala album s názvem Demolition, které bylo orientované zpátky k heavy metalu s prvky nu metalu a některé písně obsahovali vulgární výrazy. Album bylo přijato mezi fanoušky a kritikou mnohem lépe než Jugulator, ale v některých hudebních žebříčkách zrovna nejlépe nedopadlo.
V červenci 2002 vydala skupina videozáznam z koncertu v londýnské Brixton Academy z Demolition Tour následně byl v dubnu 2003 vydán jako koncertní album.

### Reunion (2003–2006)

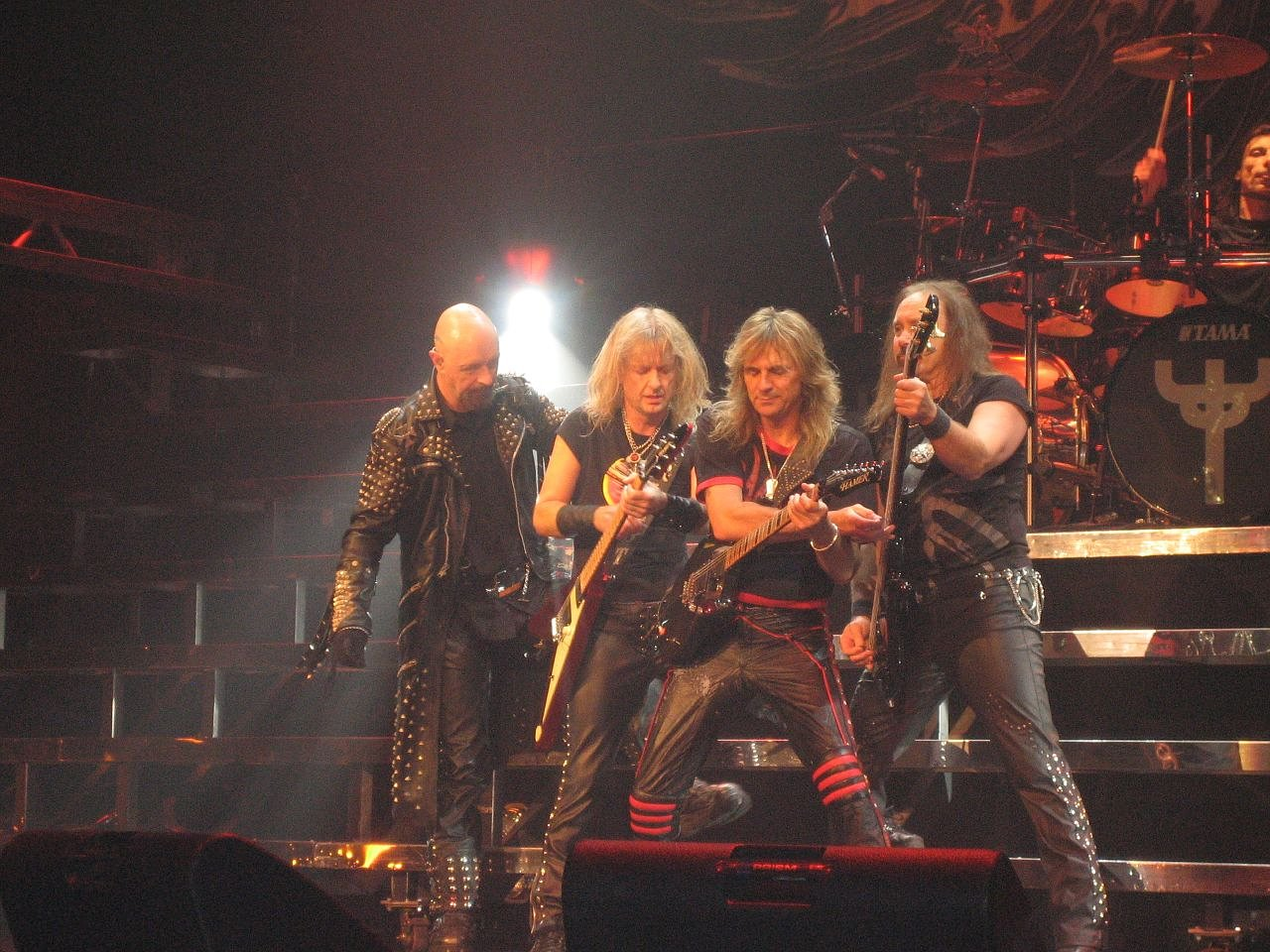
Judas Priest opět spolu (2005)

Jedenáct let po sobě Judas Priest stále čelili rostoucí poptávce po Reunionu. Nakonec Judas Priest a Rob Halford oznámili, že se sejdou v červenci 2003 a zároveň bude vydán box set Metalogy (přes Halfordovo dřívější naléhání, že „by se to nemělo dělat“). V roce 2004 uskutečnili turné po Evropě a také se ve stejný rok objevili na Ozzfestu. Judas Priest se s „Ripperem“ rozešli v míru a Ripper se připojil k americké heavymetalové kapele Iced Earth. Reunion Tour opět zavítalo i do Prahy, aby zaplnilo T-Mobile Arenu.
Na jaře, přesněji 1. března 2005, vyšlo u Sony Music/Epic Records napjatě očekávané album Angel of Retribution které je logickým pokračováním alba Painkiller. Získalo úspěch jak u kritiky, tak i na komerčním poli a následovalo světové turné, po kterém v červnu 2006 Halford oznámil, že chce založit svou vlastní nahrávací společnost, Metal God Entertainment, kde se bude vydávat jeho všechen sólový materiál pod vlastní kontrolou. V listopadu 2006 byla jeho tvorba remasterována a vydána exkluzivně přes iTunes Store.

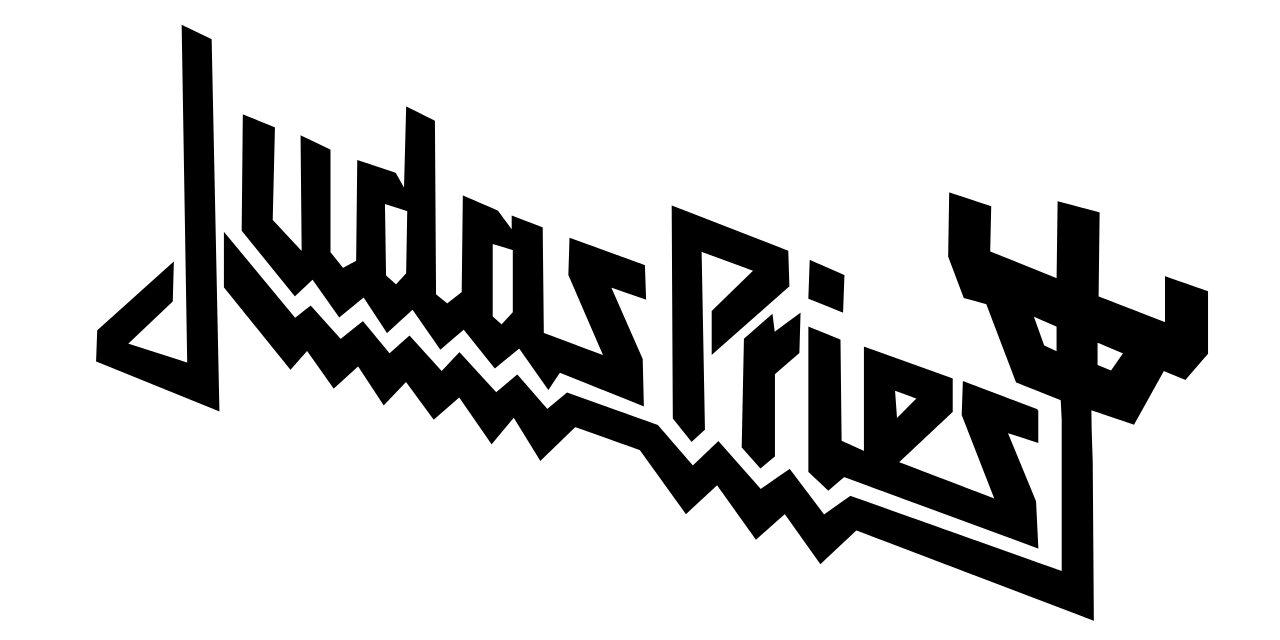
Logo skupiny užívané od roku 2005.

Na konci roku 2005 byl vydán záznam japonského koncertu z Budokan Areny na DVD pod názvem Rising in the East. Za rok 2005 vydělali Judas Priest jen na koncertech kolem 600 milionů Kč, čímž se zařadili do Top 100 nejvíce vydělávajících umělců. Začátkem roku 2006 se začalo hovořit o novém albu, Rob Halford potvrdil, že skupina připravuje nové album. Dodal, že se bude jednat o největší show Judas Priest. 
V roce 2006 vydali další DVD – Live Vengeance '82; jedná se o záznam z Memphisu, který se konal během turné Screaming for Vengeance.

### Nostradamus(2006–2010)

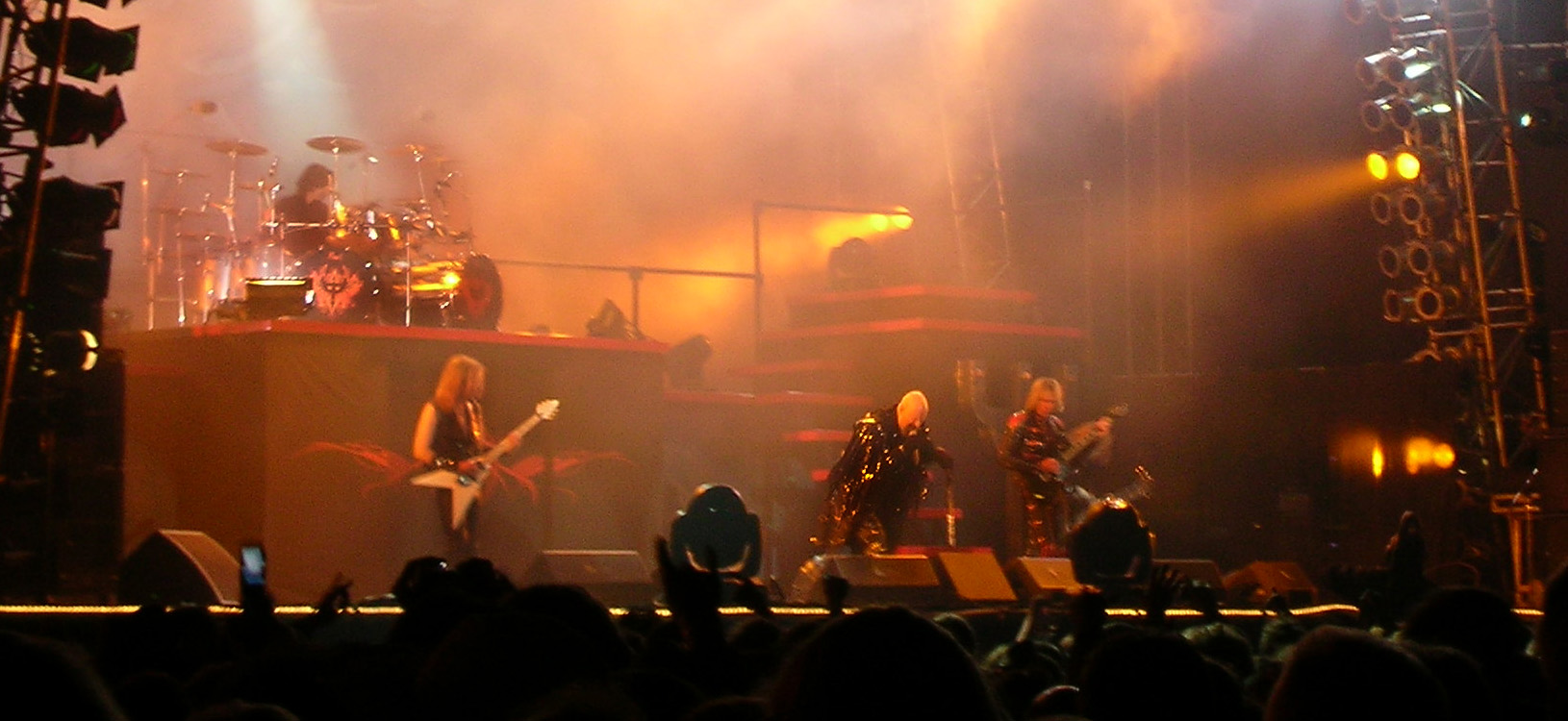
Judas Priest na Sweden Rock Festivalu v červnu 2008.

V červnu 2006 při rozhovoru s MTV.com zpěvák Rob Halford prohlásil, že koncepční album bude pojednávat o francouzském spisovateli a věštci z 16. století, Nostradamovi, „Nostradamus je celý o metalu, ne? Byl alchymista stejně jako prorok – osoba výjimečně nadaná. Měl úžasný život, který je plný zkušeností, utrpení, radosti a smutku. Je to velký lidský charakter a světoznámý jedinec. Můžete vzít jeho jméno, a přeložit ho do jakéhokoli jazyka a každý o něm ví, a to je důležité, protože máme co do činění s celosvětovým publikem.“ „Kromě nového materiálu pro základ textů bude album obsahovat hudební prvky, které by mohly překvapit naše fanoušky. Bude to obsahovat spoustu hloubky, hodně symfonických prvků. Můžeme použít orchestr, aniž by to bylo přehnané. Dále se představí ve větší míře masivní sborové zpěvy a klávesy, vzhledem k tomu, že předtím byly vždycky v pozadí.“ Album Nostradamus vyšlo v červnu 2008 a skupina začala turné ještě ten měsíc.
Na začátku února 2009 se Judas Priest zařadili mezi kapely hovořící proti kupčení se vstupenkami, vydala prohlášení odsuzující způsob prodeje vstupenek vysoko nad jejich základní hodnotu a naléhala na své fanoušky, aby kupovali vstupenky pouze z oficiálních zdrojů.
Ve stejný měsíc pokračovali v turné s podporou skupin jako Megadeth a Testament a od února do března 2009 se objevili na spoustě místech v Anglii, Walesu, Skotsku a Irsku. Odtud turné pokračovalo na další místa ve Švédsku. Později v březnu 2009 Judas Priest vystoupili v Portugalsku (v Lisabonu v Atlantic Pavilionu), kde nebyli od dob turné z roku 2005. Turné pokračovalo do Milána v Itálii a do Paříže, kde hrál Halford s Judas Priest naposledy v roce 1991.
Od června do srpna 2009 Judas Priest absolvovali severoamerické turné při příležitosti 30. výročí vydání alba British Steel (1980); album bylo předvedeno v plném rozsahu v každý den turné, spolu s dalšími písněmi přidanými do setlistu. Toto turné mělo být společné s kolegou Davidem Coverdalem a Whitesnake. Bohužel Whitesnake museli turné po koncertě 11. srpna 2009 v Denveru opustit z důvodu Coverdalovy vážné infekce v krku; bylo mu doporučeno, aby okamžitě přestal zpívat, jinak hrozí trvalé poškození hlasivek.
14. července 2009 Judas Priest vydali nové živé album, které obsahovalo 11 dříve nevydaných živých skladeb ze světových turné 2005 a 2008, A Touch of Evil: Live. Skladba „Dissident Aggressor“ vyhrála v roce 2010 cenu Grammy za nejlepší metalový počin.

### Epitaph aRedeemer of Souls(2011–2017)

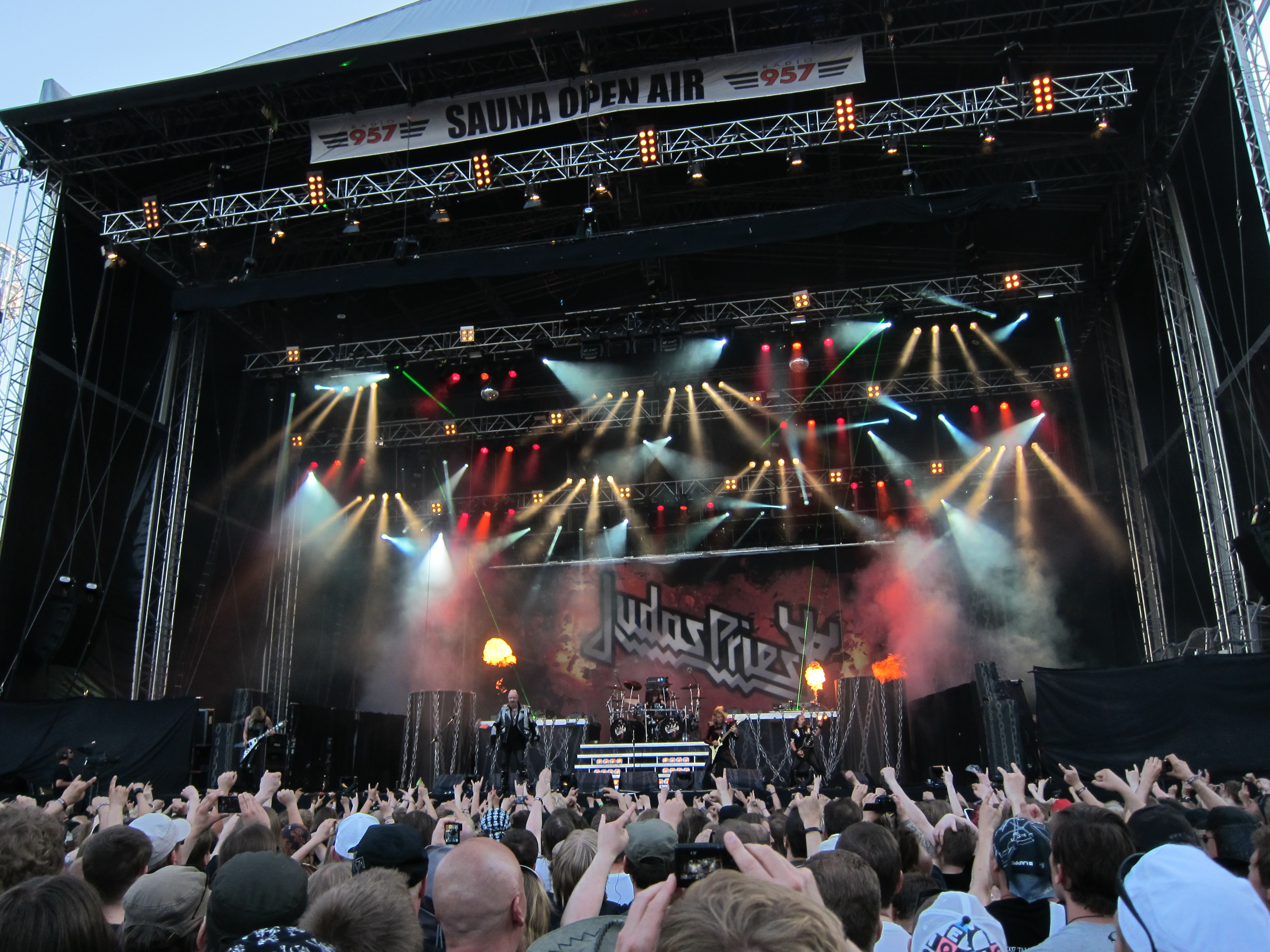
Judas Priest při vystoupení ve Finsku, 2011

Dne 7. prosince 2010 kapela oznámila na svých internetových stránkách, že se v roce 2011 vydá na své poslední masivní světové turné. Turné dostalo název Epitaph a projelo téměř celým světem včetně pražské O2 arény, kde vystoupila skupina Judas Priest 28. června 2011 společně s kapelou Whitesnake. Před turné opustil skupinu v dubnu 2011 kytarista K. K. Downing kvůli napjatým vztahům mezi některými členy kapely a managementem, a nahradil jej Richie Faulkner. Ve svém deníku z turné kytarista Glenn Tipton označil Prahu jako jedno ze svých oblíbených evropských měst. V roce 2012 kapela dokončila první část turné v Singapuru. Během dubna a května 2012 proběhla druhá část turné Epitaph po Evropě, při němž Judas Priest zavítali do Česka ještě jednou, tentokrát vystoupili 8. května v pardubické ČEZ aréně společně s kapelou Thin Lizzy.
Poté, co v roce 2011 opustil skupinu Downing a nahradil jej Richie Faulkner, začala práce na novém studiovém albu. Album nese název Redeemer of Souls, původním záměrem kapely bylo stihnout vydání alba už v roce 2013. Ještě v srpnu 2012 prohlásil frontman Halford pro Musicserver.cz: „Nyní jsme v situaci, kdy si na desku můžeme udělat potřebný čas. Doufám, že to vyjde ještě v roce 2013. Něco mi říká, že to stihneme vydat ještě v příštím roce. Víte co, klidně si zapište rok 2013. Pojďme se společně těšit na další Judas Priest desku, aby lidi zase měli na co házet hlavou.“ Nakonec se však práce na nové desce prodloužily a ke konci dubna 2014 bylo oznámeno datum vydání na 15. července 2014. 
Ve stejném roce se skupina vyskytla v seriálu Simpsonovi, kde byla označena jako death metalová. To vyvolalo kritiku mezi fanoušky hudebního žánru, kteří se proti označení ohradili a neznalost označili za neomluvitelnou. Tvůrci seriálu se nakonec omluvili v dalším díle prostřednictvím Barta, který v úvodní znělce na tabuli píše: „Judas Priest is not death metal! (Judas Priest nejsou death metal!)“

### Firepowera Tiptonova nemoc (2017–2019)
V listopadu 2017 kapela oznámila vydání alba s názvem Firepower, které vyšlo 9. března 2018. Poté se kapela vydala na severoamerické turné se Saxon a Black Star Riders. Následně vyrazila do Evropy a 12. června 2018 zahrála také v plzeňské Home Monitoring Aréně. Dne 12. února napsala kapela na svůj Facebook, že před deseti lety byla v začátečním stádiu Glennu Tiptonovi diagnostikována Parkinsonova nemoc, avšak Tipton zůstává stálým členem kapely, jen se mění jeho role. Na turné jej nahradil producent Andy Sneap.

### 50 Heavy Metal Years (2019–2022)
21. listopadu 2019 Judas Priest na svém facebookovém profilu oznámili, že vystoupí na festivalu na festivalu Masters of Rock. Dále pak měli v Česku vystoupit spolu s Ozzy Osbournem v pražské O2 Areně, ale ze zdravotních důvodů Osbourne zrušil celé turné.

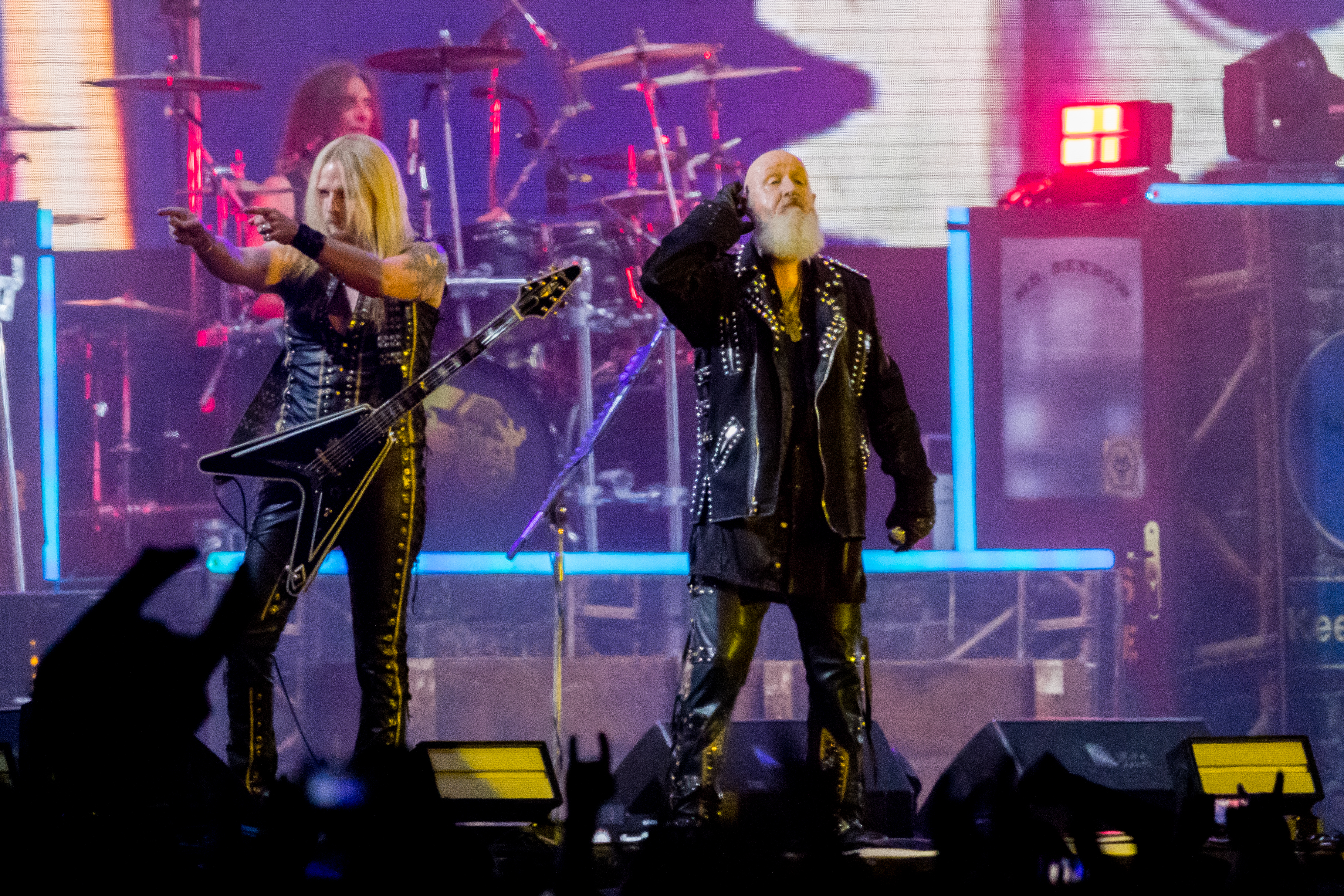
Faulkner, Travis (vzadu) a Halford živě v roce 2022

Judas Priest se vrátili na pódium 15. srpna 2021 a zahájili tak očekávané turné 50 Heavy Metal Years Tour na festivalu Bloodstock Open Air, ke kterému se opět připojil i kytarista Glenn Tipton.
10. ledna 2022 oznámili, že na turné 50 Heavy Metal Years Tour budou pokračovat ve čtyřech bez hostujícího kytaristy Andyho Sneapa. Jako druhý kytarista příležitostně vystoupí i Glenn Tipton. Následně však kvůli reakci fanoušků svůj názor změnili a Andy Sneap i nadále pokračoval na turné 50 Heavy Metal Years Tour, během kterého vystoupili i na festivalu Masters of Rock.
5. listopadu 2022 byli Judas Priest uvedeni do Rock and Roll Hall of Fame, kde během ceremoniálu zahráli 3 skladby („Breaking the Law“, „You've Got Another Thing Comin'“ a „Living After Midnight“) po boku bývalých členů K. K. Downing a Les Binks.

### Invincible Shielda výroční turné kPainkiller(2023–dosud)
Zpěvák Rob Halford v lednu 2023 prohlásil, že nové album Judas Priest vyjde v roce 2024 a fanoušci si ho určitě zamilují.
20. května 2023 Judas Priest na svých stránkách oznámili evropské turné nazvané Metal Masters European Tour, kde jako hosté vystoupí heavy metalová kapela Saxon a rocková kapela Uriah Heep. 26. května 2023 skupina oznámila vystoupení v pražské O2 aréně v rámci turné Metal Masters Tour 2024 jako náhrada zrušení evropského turné s Ozzym Osbournem.
7. října 2023 Judas Priest na svých stránkách oznámili, že na 8. března 2024 je naplánováno vydání nového alba s názvem Invincible Shield. a 13. října 2023 byl zveřejněn první singl „Panic Attack“.
Dne 24. října 2023 Judas Priest oznámili na svých stránkách světové turné Invincible Shield Tour, které naváže na Metal Masters Tour 2024. V rámci tohoto turné vystoupili Judas Priest také jako headliner na festivalu Masters of Rock.
4. listopadu 2024 Judas Priest oznámili turné na rok 2025 s názvem Shield of Pain Tour, které bude oslavovat 35. výročí alba Painkiller. 

## Vystoupení v Česku
- 29. března 1998 – Malá sportovní hala – Praha (Jugulator Tour)
- 19. března 2001 – Tipsport Arena – Praha (Demolition Tour)
- 14. června 2004 – Tipsport Arena – Praha (Reunion/United Tour)
- 7. dubna 2005 – Hala Rondo – Brno (Angel of Retribution Tour)
- 17. června 2008 – ČEZ Arena – Ostrava (Nostradamus Tour)
- 3. července 2008 – Home Credit Arena – Liberec (Nostradamus Tour)
- 28. června 2011 – O2 arena – Praha (Epitaph Tour)
- 8. května 2012 – Enteria arena – Pardubice (Epitaph Tour)
- 25. června 2015 – Ostravar Aréna – Ostrava (Redeemer of Souls Tour)
- 26. června 2015 – O2 arena – Praha (Redeemer of Souls Tour)
- 12. prosince 2015 – DRTG Arena Brno (Redeemer of Souls Tour)
- 12. června 2018 – Home Monitoring Aréna – Plzeň (Firepower Tour)
- 9. července 2022 – Masters of Rock – Vizovice (50 Heavy Metal Years Tour)
- 29. března 2024 – O2 arena – Praha (Metal Masters European Tour)
- 12. července 2024 – Masters of Rock – Vizovice (Invincible Shield Tour)

## Členové skupiny

### Současná sestava
- Ian Hill – baskytara, syntezátory, doprovodné vokály (1969–dosud)
- Rob Halford – zpěv (1973–1992, 2003–dosud)
- Glenn Tipton – kytary, klávesy, syntezátor, doprovodné vokály (1974–dosud) (od roku 2018 příležitostně kvůli nemoci)
- Scott Travis – bicí, perkuse, doprovodné vokály (1989–dosud)
- Richie Faulkner – sólová kytara, doprovodné vokály (2011–dosud)

#### Hostující členové při turné
- Andy Sneap – rytmická kytara, doprovodné vokály (2018–dosud)

## Diskografie

### Studiová alba
- Rocka Rolla (1974)
- Sad Wings of Destiny (1976)
- Sin After Sin (1977)
- Stained Class (1978)
- Killing Machine/Hell Bent for Leather (1978)
- British Steel (1980)
- Point of Entry (1981)
- Screaming for Vengeance (1982)
- Defenders of the Faith (1984)
- Turbo (1986)
- Ram It Down (1988)
- Painkiller (1990)
- Jugulator (1997)
- Demolition (2001)
- Angel of Retribution (2005)
- Nostradamus (2008)
- Redeemer of Souls (2014)
- Firepower (2018)
- Invincible Shield (2024)